# Byzantium (film)
Pour les articles homonymes, voir Byzantium (homonymie).
Pour plus de détails, voir Fiche technique et Distribution.
Byzantium est un film fantastique irlando-britannico-américain réalisé par Neil Jordan et sorti en 2013. Il s'agit d'une adaptation de la pièce de théâtre A Vampire Story de Moira Buffini, qui signe également le scénario.
Le film reçoit des critiques plutôt mitigées dans la presse et est un échec commercial.

## Synopsis
Deux jeunes femmes vampires, une mère et sa fille, débarquent dans une station balnéaire décrépite d'Angleterre du Sud-Est. Clara se prostitue afin de subvenir aux besoins de sa fille. Sa fille Eléonore en pleine crise existentielle brise la loi du silence en rédigeant ses Mémoires et en les confiant à un jeune homme malade pour qui elle éprouve de l'empathie. Le jeune homme, au lieu de conserver ses mémoires pour lui, les confie au professeur de l'école où Eléonore s'est enfuie. Intrigué, il se rend à la maison qui héberge les deux femmes vampires et qui est désormais un bordel dirigé par Clara. Clara reçoit le professeur, le courtise et le tue, ce qui provoque une crise violente entre les deux femmes vampires, la mère tentant de tuer la fille. Cette dernière reste coincée dans un ascenseur. Clara se rend alors chez le jeune homme coupable d'avoir divulgué les Mémoires de sa fille. Mais elle est dérangée au dernier moment en apprenant que deux vampires membres d'une étrange confrérie sont sur leurs traces. En effet c'est en utilisant un subterfuge que Clara, puis Eléonore sont devenues vampires, la confrérie interdisant ce genre de choses aux femmes. Une confrontation générale s'ensuit.
Pendant la confrontation, l'instinct maternel reprend le dessus et Clara tente de défendre sa fille alors maîtrisée par les deux vampires mâles. Elle est sur le point d'être décapitée, mais le plus jeune des deux assassins, qui a jadis aimé Clara retourne l'arme contre son complice. Les deux amoureux partent ensemble vers leur destin, tandis qu'Eléonore va conduire le jeune homme qu'elle aime bien dans une grotte secrète où il deviendra vampire.

## Fiche technique

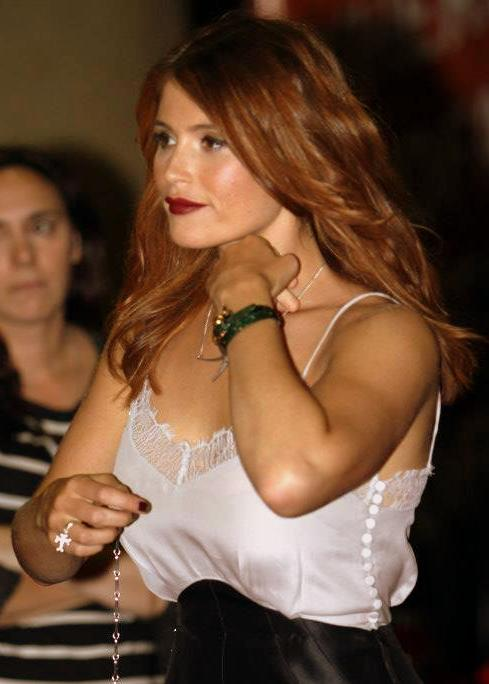
L'actrice Gemma Arterton, à la présentation du film au TIFF 2012.

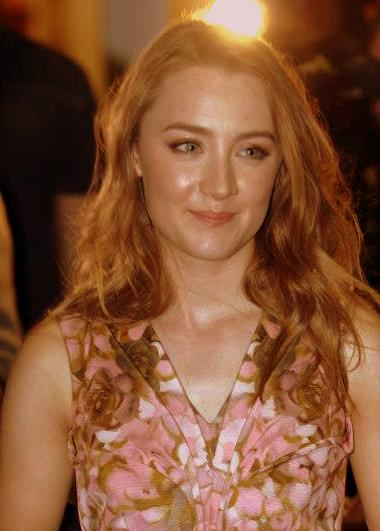
Et sa partenaire, la jeune Saoirse Ronan, également au TIFF 2012.

- Titre original : Byzantium (également titre français et québécois)
- Réalisation : Neil Jordan
- Scénario : Moira Buffini, d'après sa pièce A Vampire Story
- Direction artistique : Simon Elliott
- Décors : Bill Crutcher
- Costumes : Consolata Boyle
- Photographie : Sean Bobbitt
- Son : Mark Auguste
- Montage : Tony Lawson
- Musique : Javier Navarrete
- Production : Sam Englebardt, William D. Johnson, Elizabeth Karlsen, Alan Moloney et Stephen Woolley
- Société(s) de production : Demarest Films, Lipsync Productions, Number 9 Films, Parallel Film Productions et WestEnd Films
- Société(s) de distribution : StudioCanal (Royaume-Uni), Metropolitan Filmexport (France)
- Budget : 8 millions de £
- Pays d’origine :  Irlande;  Royaume-Uni;  États-Unis
- Langue originale : anglais
- Format : Couleurs - 35 mm - 2.35:1 - Son Dolby numérique
- Genre : fantastique
- Durée : 118 minutes
- Dates de sortie :
  - Canada : septembre 2012 (festival de Toronto)
  - Royaume-Uni et Irlande : 31 mai 2013
  - France : 2 janvier 2014 (sortie vidéo)[1],[2]
- Classification  : interdit aux moins de 12 ans

## Distribution
- Gemma Arterton (V.F. : Ingrid Donnadieu) : Clara Webb
- Saoirse Ronan (V.F. : Leslie Lipkins) : Eleanor Webb
- Caleb Landry Jones (V.F. : Donald Reignoux) : Frank
- Jonny Lee Miller (V.F. : Arnaud Arbessier) : Ruthven
- Sam Riley (V.F. : Damien Witecka) : Darvell
- Uri Gavriel : Savella
- Thure Lindhardt (V.F. : Ludovic Baugin) : Werner
- Daniel Mays (V.F. : Julien Sibre) : Noel
- Tom Hollander (V.F. : Jérôme Rebbot) : Kevin Minton
- Maria Doyle Kennedy (V.F. : Déborah Perret) : Morag
- Kate Ashfield (V.F. : Anne Rondeleux) : Gabi, la mère de Frank
- Glenn Doherty (V.F. : Christophe Desmottes) : Steve

Source et légende : Version Française (V.F.)  sur  RS Doublage et selon la bande-annonce

## Accueil

### Accueil critique
Sur l'agrégateur américain Rotten Tomatoes, le film récolte 66 % d'opinions favorables pour 119 critiques. Sur Metacritic, il obtient une note moyenne de 66⁄100 pour 23 critiques.

### Box-office
Byzantium a rencontré un échec commercial, ne parvenant à récolter que 805 993 $ au box office mondial, dont 85 252 $ aux États-Unis.

## Distinctions

### Récompenses
- Irish Film and Television Awards 2014 : Meilleur réalisateur et meilleure actrice pour Saoirse Ronan

### Nominations et sélections
- Festival du film de Tribeca 2013
- London Film Critics Circle Awards 2014 : jeune acteur britannique de l'année pour Saoirse Ronan